# Fuscidea ramboldioides
Fuscidea ramboldioides är en lavart som beskrevs av Kantvilas. Fuscidea ramboldioides ingår i släktet Fuscidea och familjen Fuscideaceae.   Inga underarter finns listade i Catalogue of Life.